# Linn-Kristin Riegelhuth Koren
Linn-Kristin Koren-Riegelhuth; z d. Riegelhuth (ur. 1 sierpnia 1984 w Lorenskog) – norweska piłkarka ręczna, reprezentantka kraju. Gra na pozycji prawoskrzydłowej. Obecnie występuje w norweskim Larvik HK. W reprezentacji zadebiutowała w 2003 roku.
Podczas Igrzysk Olimpijskich 2008 w Pekinie zdobyła mistrzostwo olimpijskie. Została uznana najlepszą piłkarką ręczna na świecie roku 2008.
Pięciokrotnie zdobywała mistrzostwo Europy w 2004, 2006, 2008, 2010 i 2014. Wywalczyła również trzy medale mistrzostw Świata w 2011 r. w Brazylii – złoto, w 2007 r. w Rosji – srebrny oraz w 2009 w Chinach – brązowy.
W 2011 r. wyszła za Einara Sand Korena, norweskiego piłkarza ręcznego. Ma młodszą siostrę Betinę grającą na pozycji środkowej rozgrywającej, z którą w 2014 roku zdobyła Mistrzostwo Europy.
W maju 2015 roku ogłosiła, że spodziewa się dziecka w związku z czym zrobiła sobie przerwę w grze w klubie, jak i reprezentacji. 22 grudnia 2015 roku na świat przyszła córka. Do gry powróciła 2 marca 2016 roku w meczu Ligi Norweskiej przeciwko Rælingen zdobywając dla swojej drużyny 2 bramki.

## Sukcesy reprezentacyjne
- Igrzyska Olimpijskie:
  -  2008, 2012
  -  2016
- Mistrzostwa Świata:
  -  2011
  -  2007
  -  2009
- Mistrzostwa Europy:
  -  2004, 2006, 2008, 2010, 2014
  -  2012

## Sukcesy klubowe
- Mistrzostwa Norwegii:
  -  2003, 2005, 2006, 2007, 2008, 2009, 2011, 2012, 2013, 2014, 2015, 2016, 2017
  -  2003
- Puchar Norwegii:
  -  2003, 2004, 2005, 2006, 2007, 2009, 2011, 2012, 2013, 2014, 2015, 2017
- Puchar Danii:
  -  2010
- Liga Mistrzyń:
  -  2011
  -  2013, 2015
- Puchar zdobywców pucharów:
  -  2005, 2008
  -  2009

## Nagrody indywidualne
- 2006/2007: najlepsza piłkarka ręczna ligi norweskiej
- 2006/2007: najlepsza strzelczyni ligi norweskiej
- 2008: najlepsza prawoskrzydłowa Mistrzostw Europy w Macedonii
- 2008: najlepsza strzelczyni Mistrzostw Europy w Macedonii
- 2009: najlepsza prawoskrzydłowa Mistrzostw Świata w Chinach
- 2015: najlepsza prawoskrzydłowa Ligi Mistrzyń

## Wyróżnienia
- Uznana najlepszą piłkarką ręczną na świecie roku 2008.